# مؤتمر سينيكا فولز
يعد  مؤتمر سينيكا فولز أول مؤتمر لحقوق المرأة. وقد أعلن عن نفسه باعتباره «مؤتمر لمناقشة حالة المرأة الاجتماعية والمدنية والدينية، وحقوقها.» تم عقده في سينيكا فولز، نيويورك، وامتد خلال اليومين 19-20 يوليه/تموز، عام 1848. ومع جذب الاهتمام واسع النطاق، سرعان ما تبعته مؤتمرات أخرى لحقوق المرأة؛ بما في ذلك واحدًا في روتشستر (نيويورك) عقبه بعد اسبوعين. وفي عام 1850 التقى الأول في سلسلة من مؤتمرات حقوق المرأة الوطنية في ورسستر، ماساتشوستس.
نظمت إناث الكويكرز أو جمعية الأصدقاء الدينية التابعة للمنطقة الاجتماع مع إليزابيث كادي ستانتون، والتي لم تكن عضوًا فيه. ولقد خططن للحدث خلال زيارة لوكريشيا موت، ومقرها فيلادلفيا، إلى المنطقة. كانت موت، وهي إحدى أعضاء الكويكرز، تشتهر بقدرتها الخطابية، وهو أمر نادر خلال تلك الحقبة التي لم يسمح لنساءِها في كثير من الأحيان بالتحدث علنًا.
كان الاجتماع عبارة عن ست جلسات، اشتمل على محاضرة عن القانون، وعرض تقديمي فكاهي، ومناقشات متعددة حول دور المرأة في المجتمع. قدمت ستانتون ونساء الكويكرز وثيقتين مُهيأتين: «إعلان المشاعر»، وقائمة مرفقة من القرارات، ليتم مناقشتهما وتعديلهما قبل طرحهما للتوقيع. وقد نشأ نقاش محتدم يتعلق بحق المرأة في التصويت؛ بما في ذلك حث موت الزائد لإزالة هذا المفهوم، بينما جادل فريدريك دوغلاس ببلاغة لإدراجه، مع الاحتفاظ بقرار الاقتراع. وتحديدًا قام مائة شخص من الحضور من أصل ثلاثمائة تقريبًا بالتوقيع على الوثيقة، أغلبهم من النساء.
كان يُنظَر إلى هذا المؤتمر من المعاصرين له، بما فيهم المتحدثة البارزة موت، على انه خطوة هامة ضمن العديد من الخطوات الأخرى في جهود النساء المتواصلة لكي تحظى بقدر أكبر من الحقوق الاجتماعية والمدنية والأخلاقية، بينما كان ينظر له آخرون على أنه بداية ثورية في كفاح النساء لتحقيق المساواة الكاملة مع الرجل. واعتبرت ستانتون مؤتمر سينيكا فولز البداية لحركة حقوق المرأة، والرأي الذي سيتردد في تاريخ المرأة حول حق الاقتراع؛ الشيء الذي شاركت ستانتون في كتابته.
أصبحت وثيقة إعلان المشاعر «العامل الوحيد الأهم في نشر أخبار حقوق المرأة في أنحاء البلاد عام 1448 ونحو المستقبل»، هذا وفقًا لما قالته جوديث ويلمان، المؤرِخة للمؤتمر. واصبحت قضية حق المرأة في التصويت إحدى الركائز الأساسية لحركة حقوق المرأة في الولايات المتحدة، كما أصبحت هذه المؤتمرات بمثابة الأحداث السنوية حتى اندلاع الحرب الأهلية الأمريكية في عام 1861.

## معلومات عامة

### حركة الإصلاح
في عقود ما قبل عام 1848، بدأ عدد قليل من النساء بالخروج عن القيود التي فرضها عليهم المجتمع، كما أن هناك عدد قليل من الرجال ساعد في هذا الجهد. وفي عام 1831 بدأ الإكليركي المبجل تشارلز جرانديسون فيني بالسماح للنساء للصلاة جهرًا في تجمعات من الرجال والنساء. كما كان هناك صحوة كبرى ثانية تتحدى الأدوار التقليدية للمرأة في الدين. وعلى ذِكر الحقبة الزمنية عام 1870، اعتبرت بولينا رايت ديفيس قرار فيني بمثابة حركة الإصلاح للمرأة الأمريكية.

### حركة إلغاء العبودية
ابتداءً من عام 1832، قام المؤَيد لإلغاء العبودية في الولايات المتحدة والصحفي ويليام لويد غاريسون بتنظيم جمعيات مكافحة العبودية، والتي شجعت على المشاركة الكاملة للمرأة. لم تلقى أفكار غاريسون ترحيبًا من قبل معظم المؤيدين لإلغاء العبودية؛ وآخرون ممن لم تكن لديهم الرغبة في تقسيم النساء بين غاريسون، وبين المجتمعات الأخرى المؤيدة لإلغاء العبودية.
بدأت قِلة من النساء في كسب الشهرة عن طريق الكتابة والتحدث بشأن إلغاء العبودية. وفي عام 1830، كتبت ليديا ماريا تشايلد لتحث المرأة على كتابة وصية، كما قامت فرانسيس رايت بالكتابة عن حقوق المرأة والإصلاح الاجتماعي. وعلاوة على ذلك، قامت الأختان غريمكي بنشر آرائهم المعارضة للعبودية في أواخر ثلاثينات عام 1830، كما بدأتا التحدث إلى التجمعات المختلطة من الرجال والنساء في الجمعية الأمريكية التي أنشأها غاريسون لمكافحة العبودية، كما فعلت آبي كيلي الشيء نفسه. وبالرغم من أن هؤلاء النساء خاطبن شرور العبودية في المقام الأول، كانت حقيقة أن تتحدث المرأة علنًا بمثابة نقطة رابحة تُحسب لصاح حقوق المرأة. بدأت إرنستين روز في إلقاء محاضراتها عام 1836 على مجموعات من النساء بشأن موضوع «عِلم الحكومة» الذي يتضمن تحرير المرأة.

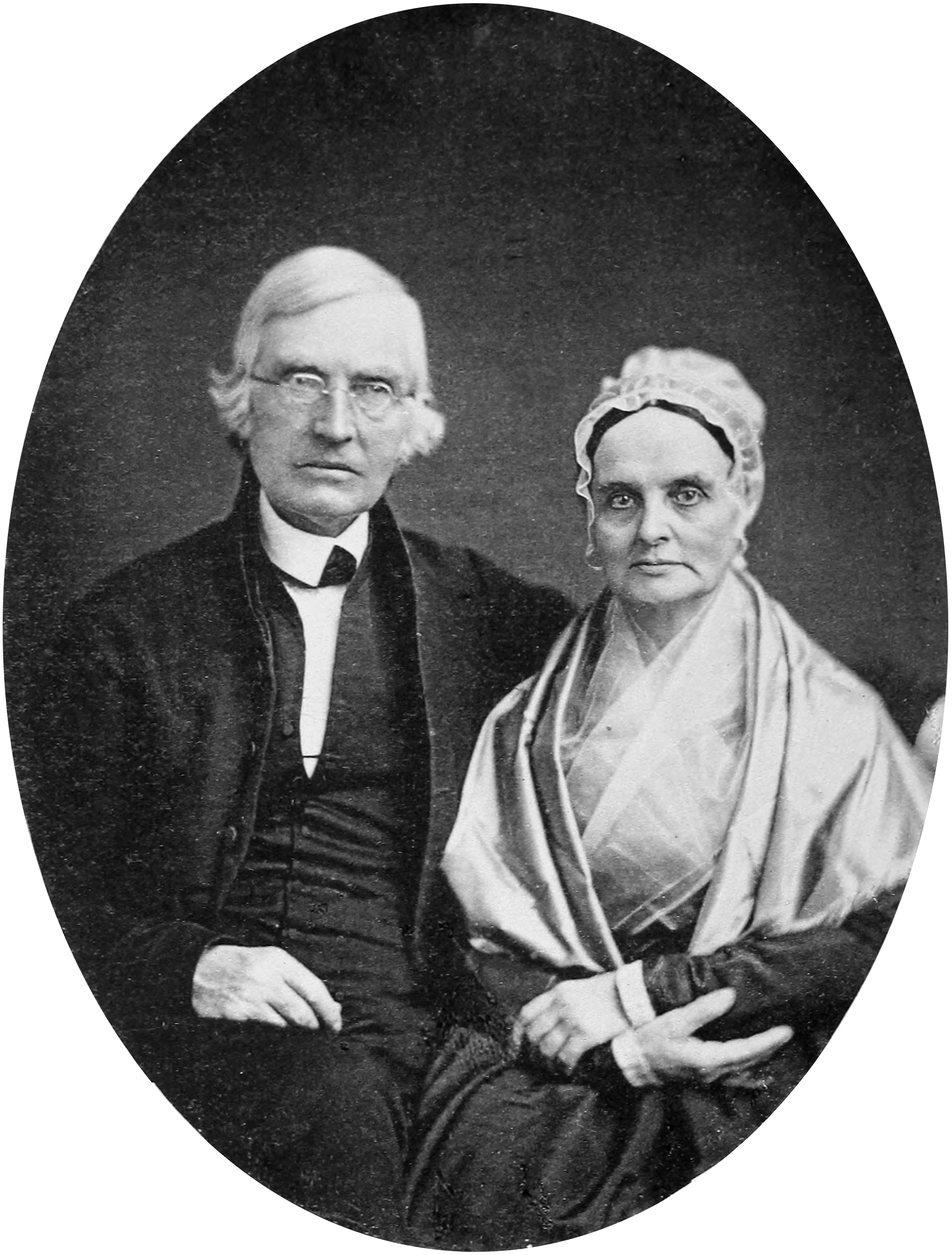
جيمس موت ولوكريتيا موت

في عام 1840، وبإلحاح من غاريسون ووينديلا فيليبس، سافرت لوكريتيا كوفين موت وإليزابيث كادي ستانتون مع زوجيهما وعشرات من الذكور الأمريكية والنساء الأمريكية من المعارضين لإلغاء العبودية إلى لندن لحضور أول مؤتمر عالمي لمكافحة العبودية، مع توقع أن الاقتراح الذي طرحه فيليبس بشأن اشتراك المرأة في الاتفاقية ربما يكون مثيرًا للجدل. وفي لندن، تم رفض هذا الاقتراح عقب يوم كامل من المناقشة؛ حيث سُمِح للنساء بالاستماع من الرَواق دون التحدث أو التصويت. أصبحت موت وستانتون صديقتين في لندن وخلال رحلة العودة، كما اعتزمتا معًا تنظيم مؤتمرًا خاص بهما للنهوض بقضية حقوق المرأة بمنأى عن أهداف إلغاء العبودية. في عام 1842، أصبح توماس ميكلنتوك وزوجته ماري آن عضوان مؤسسان لجمعية نيويورك الغربية لمكافحة العبودية، كما ساعدا في كتابة دستوره. وعندما انتقل إلى روتشستر عام 1847، انضم فريدريك دوغلاس إلى إسحاق بوست وآل ميكلنتوك لهذا الجمع في روتشستر بداخل الجمعية الأمريكية لمكافحة العبودية.

### حقوق المرأة
في عام 1839 بمدينة بوسطن، بدأت مارغريت فولر تستقبل المحادثات، أقرب إلى الصالونات الأدبية الفرنسية، ضمن النساء المهتمات بمناقشة «التساؤلات الكبيرة» التي تواجه جنسهم. كانت صوفيا رايبلي ضمن المساهمات. وفي عام 1845، نشرت فولر الدعوى الكبرى تحث من خلالها النساء على الاعتماد على الذات.
بدءً من عام 1840، كانت النساء في أمريكا تسعى للوصول لمزيد من التحكم في حياتهم. فالأزواج والآباء يوجهوا حياة النساء، وتُغلق الأبواب العديدة أمام المشاركة النسائية. كان النظام الأساسي للدولة وقانونها العام يحرمان المرأة من وراثة الممتلكات، وتوقيع العقود، والعمل ضمن هيئة المحلفين، والتصويت في الانتخابات. وكانت آفاق المرأة في العمل محدودة: فيمكن أن تحصل على عدد قليل جدًا من الوظائف الخدمية ذات الصلة، علاوة على تقاضيها نحو نصف ما يتقاضاه الرجل عن العمل نفسه. في ولاية ماساشوستس أسست صوفيا رايبلي وزوجها جورج رايبلي عام 1841 باعتبارها محاولة لإيجاد طريقة ما يمكن من خلالها أن يعمل الرجال والنساء معًا، على أن تتلقى النساء تعويضًا مثل الرجال. وقد فشلت التجربة.
في خريف عام 1841، ألقت إليزابيث كادي ستانتون أول خطاب معلن لها، حول موضوع حركة الاعتدال، أمام مائة امرأة في سينيكا فولز. وكتبت لصديقتها إليزابيث ج. نيل ما دفعها وجمهورها إلى البكاء قائلة:«غرست في خطابي جرعة مِثلية لحقوق المرأة، مثلما أعتني جيدًا بالقيام بالعديد من المحادثات الخاصة».
التقت لوكريشيا موت مع إليزابيث كادي ستانتون في بوسطن عام 1842، ناقشا مرة أخرى إمكانية حدوث مؤتمر حقوق المرأة. ثم تحدثا مجددًا عام 1847، وذلك قبل انتقال ستانتون من بوسطن إلى سينيكا فولز.
عقدت المجموعة النسائية بقيادة لوكريشيا موت وبولينا رايت اجتماعات عامة في فيلادلفيا عام 1846. وبدأت حلقة واسعة من المؤيدين لإلغاء العبودية، والداعمين لحقوق المرأة عام 1847 في مناقشة إمكانية عقد مؤتمر مخصص بالكامل لحقوق المرأة. وفي أكتوبر عام 1847، ألقت لوسي ستون أول خطاباتها العلنية حول موضوع حقوق المرأة، بعنوان أرض النساء، بكنيسة شقيقها بومان ستون في غاردنر (ماساتشوستس).
في مارس عام 1848، قام غاريسون، وعائلة موت، وآبي كيلي فوستر، وستيفن سيموندس فوستر وغيرهم بعقد اجتماعا لمعارضة يوم السبت في بوسطن، للعمل من أجل القضاء على القوانين التي تنطبق فقط على الأحد، وحصول العامل على مزيد من الوقت -بعيدًا عن الكدح- أفضل من يوم واحد فقط للراحة في الأسبوع. أثارت لوكريشيا موت تساؤلات حول صحة اتباع التقاليد الدينية والاجتماعية بشكل أعمى.

### مكاسب سياسية
في السابع من أبريل عام 1848، ردًا على التماس أحد المواطنين، أصدرت جمعية ولاية نيويورك قانونًا خاصًا بأملاك المرأة المتزوجة، وإعطاء المرأة الحق في الاحتفاظ بالممتلكات التي احضرتها للزواج، وكذلك الممتلكات التي آلت لها أثناء الزواج. الدائنين لا يمكنهم الاستحواذ على ممتلكات الزوجة لسداد الديون عن الزوج. ومرورًا بنص هذا القانون لعام 1846، أصدر المؤيدون منشورًا، ربما من تأليف القاضي جون فاين، يعتمد على معرفة قارئها عن إعلان الاستقلال الأمريكي للمطالبة بترسيخ فكرة أن يولد الجميع أحرارًا ومتساويين... وأن هذه الفكرة يجب أن تُطبق بالتساوي على الجنسين. " فيحق للنساء وكذلك للرجال التمتع الكامل بالنعم المتواجدة." كتبت مجموعة مكونة من أربعة وأربعين امرأة متزوجة بغرب نيويورك إلى الجمعية في مارس عام 1848، وقالت: " أوضح إعلان الاستقلال الخاص بكم أن الحكومات تكتسب سلطاتها في تحقيق العدالة من موافقة المحكومين. ولكن النساء لم تقبل أبدًا بهذه الحكومة التي لا تمثلها أو تعترف بها. ومن الواضح أن العدالة لم تكن ضمن اهتمامها... فهناك العديد من الالتماسات العديدة والسنوية رغبةً في تحقيق هذا الغرض الذي سبق تجاهله. ونحن الآن نطالب هيئتكم الموقرة بإلغاء جميع القوانين التي تخضع المرأة المتزوجة للمساءلة عن أفعال أطفالها، وحمقاها، ومرضى العقول التي تعرفهم.
أصدرت الجمعية العامة في ولاية بنسلفانيا قانون الملكية الخاص بالمرأة المتزوجة، بعد بضعة أسابيع؛ أحد القوانين التي تبنتها لوكريشيا موت وغيرها، واعتبرت النساء الأمريكيات هذه القوانين بمثابة أملًا جديدًا تجاه حقوق المرأة.
في الثاني من يونيو عام 1848 بمدينة روتشستر (نيويورك)، كان جيريت سميث أحد المرشحين لرئاسة حزب الحرية. كان سميث أكبر أبناء عم كادي ستانتون، وكان الاثنان يستمتعان بمناظرة القضايا السياسية والاجتماعية ومناقشتها مع بعضهما البعض كلما أتى سميث للزيارة. وفي مؤتمر الحرية القومية، الذي عُقد خلال 14- 15 من يونيو في مدينة بوفالو (نيويورك)، عرض سميث عنوانًا رئيسيًا يتضمن في خُطبته إستدعاءً " للاقتراع العالمي في أوسع معانيه، فيحق للنساء فضلًا عن الرجال المشاركة في التصويت.